# Ваутерс, Рик
Хендрик Эмиль (Рик) Ваутерс, также Вутерс (нидерл. Hendrik Emil Wouters или Rik Wouters; 21 августа 1882[…], Мехелен, Антверпен — 11 июля 1916[…], Амстердам) — бельгийский художник и скульптор. Для его живописи характерны остроэкспрессивные приёмы в духе фовизма, для скульптуры — живописная импульсивность лепки форм.

## Биография
Хендрик Эмиль Ваутерс родился 21 августа 1882 года в городе Мехелен в бельгийской провинции Антверпен. Его отец, Эмиль Ваутерс, был скульптором-орнаменталистом, что не могло не повлиять на выбор мальчиком профессии. Мать — Мелания Дамс — домохозяйка, умерла, когда Рику было шесть лет.
Бросив школу в двенадцать лет, он начал работать над деревянными скульптурами и украшениями мебели в мастерской своего отца и увлекся этим ремеслом. Именно здесь он познакомился и начал работать с другим скульптором, родившимся в Мехелене, Эрнестом Вейнантсом, который останется его другом на всю жизнь. В 1912 году Ваутерс нарисовал портрет своего товарища («Портрет Эрнеста Вейнантса»). У него также появился интерес к живописи, и он увлечённо занимался рисованием в свободное время.
В 1897 году, в возрасте пятнадцати лет, Рик Ваутерс покинул мастерскую своего отца, чтобы сделать карьеру художника и скульптора. В том же году он поступил в Академию Мехелена, где проучился четыре года, а затем поступил в Брюссельскую Королевскую Академию изящных искусств, где его наставником стал Пьер Шарль Ван-дер-Стаппен.
Ограниченный программой учебного заведения, Ваутерс не мог создавать какие-либо оригинальные произведения, ему приходилось работать в рамках иконологической методики изучения искусства. Позже он совершенно отошёл от неё. Ваутерс добился высоких результатов в Королевской Академии, заняв первое место по скульптуре и второе по исторической композиции. Независимо от своих академических успехов, Ваутерс сжигал свои работы в конце каждого года обучения, и поэтому его самые ранние завершенные сохранившиеся скульптуры датируются 1907 годом, а самые ранние картины — 1908-м.
В 1956 году Эдит Хоффман предположила, что в этих ранних работах, хотя Ваутерс и был опытным в обоих ремеслах, он оставался «зависимым от тех мастеров, которыми он восхищался больше всего», и что только в 1909 году в скульптуре и в 1910 году в живописи он стал творить «совершенно индивидуально».
В 1902 году во время своей учёбы в Брюсселе художник познакомился с Элен Филомен Лионардин Дюринкс, родившейся в Схарбеке 18 октября 1886 года. Элен, известная как Нель, стала женой и музой Ваутерса; они заключили брачный союз в Амстердаме три года спустя — 15 апреля 1905 года.
«Нимфа» Рика Ваутерса (незаконченная скульптура, 1904—1905 гг.) считается его «прорывным» произведением, поскольку она отражает его желание избежать ограничений Академии, а также ограничений его собственного таланта, хотя она так и не была закончена.
После завершения учёбы художник с женой переехали в дом в Ватермаль-Буафоре, однако там Ваутерс не мог заработать столько, чтобы содержать семью, и поэтому он вернулся в Мехелен. Снова помогая своему отцу, Ваутерс не создавал ничего, что он сам считал бы достойным. Он и его жена намеревались остаться с отцом лишь на короткий период, поэтому он некоторое время работал на производителя фарфора, чтобы заработать достаточно денег для переезда в сельскую местность ради выздоровления жены, недавно заболевшей туберкулезом. В 1907 году супруги переехали в Буафор, где Ваутерс наконец получил возможность свободно работать. Первоначально он в основном делал эскизы и разрабатывал офорты, затем перешёл к живописным экспериментам, нанося на картон мастихином светлые чистые краски. Объём он строил цветовыми контрастами, тени писал более темными красными, синими или зелеными тонами, редко следуя подготовительному рисунку. Предпочитая писать натюрморты и интерьеры, Ваутерс создавал «яркую атмосферу» за счет использования контраста и крупных мазков. Это можно увидеть в таких работах, как «Портрет женщины в сером» (1905) и «Портрет мальчика» (1905).
Позднее скульптура стала занимать его больше, и в 1908 году он создал двенадцать бронзовых статуй.
Совершенно свободный от академических ограничений, Ваутерс в 1907 году получил второе место на конкурсе Годешарля за свою работу «Мечта» (Rêverie, 1907). Это дало ему возможность получить государственное пособие в размере 500 франков, благодаря которому он платил аренду в течение следующих двух лет. Несмотря на это, Рик и Элен Ваутерсы испытывали финансовые трудности и экономили на еде, чтобы можно было купить дорогие краски.
В течение следующих четырёх лет Ваутерс развивал свой стиль, используя «очень востребованные игры света и пространства», чем привлёк внимание Жоржа Жиру, который в 1912 году предложил художнику контракт со своей галереей. Это дало Ваутерса возможность приобретать материалы, необходимые для работы, он стал писать гораздо чаще. В 1912 году он создал около шестидесяти картин, заработав деньги на поездку в Париж для знакомства с импрессионистами. Рик Ваутерс был первым бельгийским художником, заключившим такой контракт по которому прибыль делилась поровну между владельцем галереи и автором.
Посетив Париж, Ваутерс увидел работы Сезанна, Моне, Ренуара и Матисса, которых он стал ещё больше ценить. Именно во время этой поездки он начал отдавать предпочтение «цвету и свету» живописи, а не любимой им прежде скульптуре. Его палитра стала более чистой и яркой, он начал использовать светлый холст, чтобы лучше передать цветовой тон. Кроме того Ваутерс начал разбавлять масляную краску скипидаром. Краску он наносил тонким и редким слоем на холст. Дальнейшие эксперименты с акварелью и использование чистого холста начали создавать эффект, который ряд критиков описывает как «казалось бы незавершенное произведение», которое используется, чтобы «предложить наблюдателю закончить мазки за него». Это можно увидеть в таких произведениях, как «У окна Бойтфорт» (1913). Хотя не всем нравилась эта «незаконченная эстетика», коллеги-художники ценили его стиль.
В 1912—1913 годах Ваутерс создал свои лучшие произведения. В этот период он почти постоянно писал и рисовал, создав в 1912 году 50 полотен. «Безумное насилие», «Домашние заботы» и «Де стрийкстер» — одни из самых известных его картин, созданных в этот период. В 1913 году художник был отмечен премией Пикара.
Образ его жены Элен занимал центральное место в большинстве его работ, но Ваутерс иногда рисовал и других людей, а также пейзажи и натюрморты. Все они были нарисованы в одном красочном и ярком стиле. Кроме того он создал несколько автопортретов. Первоначально они были созданы в его обычной манере, однако, когда его здоровье ухудшилось, он обратился к более мрачной палитре, что отражало его состояние. Всю свою жизнь художник переживал за больную жену, но сам умер довольно молодым, Элен же пережила его более чем на полвека (умерла в 1971) и после его смерти вторично вышла замуж за врача.
Вернувшись из Франции в Бельгию, Ваутерс занял 10 тысяч франков, чтобы купить участок земли, на котором построил дом по собственному архитектурному проекту. Супруги переехали в новый дом весной 1914 года, но вскоре их идиллия была разрушена; в том же году Бельгию охватила Первая мировая война. Ваутерс был мобилизован на фронт, где дела бельгийской армии развивались крайне неблагоприятно. Он, в числе тысяч соотечественников, был схвачен и отправлен в лагеря для военнопленных в Амерсфорте и Зейсте. Немцы выполнили его просьбу и предоставили художнику материалы для рисования. В это время у Ваутерса начала развиваться опухоль глаза и его здоровье резко ухудшилось. В 1915 году он был освобожден из лагеря по состоянию здоровья и вскоре воссоединился со своей женой. В эти годы они жили в квартире в Амстердаме.
Ваутерс был вынужден постоянно носить повязку на глазу и даже свои автопортреты рисовал уже с ней, а за три месяца до смерти полностью потерял глаз.
Рик Ваутерс умер 11 июля 1916 года в Амстердаме. Его картины хранятся в десятках галерей с мировым именем.